# ティモシー・マック
ティモシー・マック (Timothy "Tim" Mack、1972年9月15日 - )は、アメリカ合衆国の陸上競技選手である。2004年アテネオリンピック男子棒高跳の金メダリストである。優勝記録5m95はオリンピック新記録（当時）であった。なお、この記録は北京オリンピックでスティーブン・フッカー（オーストラリア）に破られた。

## 主な実績
| 年   | 大会                               | 場所                   | 種目   | 結果 | 記録 |
| ---- | ---------------------------------- | ---------------------- | ------ | ---- | ---- |
| 2004 | オリンピック                       | アテネ（ギリシャ）     | 棒高跳 | 1位  | 5m95 |
| 2004 | IAAFワールドアスレチックファイナル | モンテカルロ（モナコ） | 棒高跳 | 1位  | 6m01 |

## 自己ベスト
- 棒高跳 (屋外) - 6m01 (2004年9月18日、世界歴代8位)
- 棒高跳 (室内) - 5m85 (2002年2月24日)